# Liste des comtes de Bergh
Cette page est une liste des comtes de Bergh (comté de Bergh) :

## Maison de Monte
- ca. 1100-ca. 1140: Constantinus de Monte (cf. Berghapedia)
- ca. 1140-ca. 1190: Rabodo I, son fils
- ca. 1190-ca. 1220: Rabodo II, son fils
- ca. 1220- 1260: Hendrik, son fils
- 1260-1290: Adam I, son fils
- 1290-1300: Frederik I, son fils
- 1300-1325: Adam II, son fils
- 1325-1340: Frederik II, son fils
- 1340-1360: Adam III, son fils
- 1360-1400: Guillaume Ier (nl), son frère, fils de Frederik II
- 1400-1416: Frederik III, son fils

## Maison Van der Leck
- 1416-1441: Otto van der Leck ; x Sophia van den Bergh, fille du précédent
- 1441-1465: Guillaume II (nl), leur fils
- 1465-1506: Oswald Ier (nl), son fils
- 1506-1511: Guillaume III (nl), son fils
- 1511/24-546: Oswald II (nl), son fils
- 1546-1586: Guillaume IV, son fils
- 1573-1638: Henri de Bergh, fils du précédent
- 1586-1611: Herman (nl), frère du précédent, aussi marquis de Berg-op-Zoom
- 1611-1656: Albert, aussi marquis de Bergen. Neveu des précédents, fils de Frédéric (frère d'Henri et d'Herman ci-dessus), et frère d'Éléonore de Bergh
- 1656-1712: Oswald III (nl), son fils

## Maison de Hohenzollern-Bergh
- 1712-1737: Frans Willem (fils de Meinrad II de Hohenzollern-Sigmaringen, lui-même fils de Maximilien Ier de Hohenzollern-Sigmaringen et de Marie-Claire, comtesse von Berg, fille d'Albert et sœur d'Oswald III)
- 1737-1781: Johan Baptist, son fils
- 1781-1787: Jeanne de Hohenzollern-Berg, sa sœur ; fille de Frans Willem ; x Charles-Frédéric de Hohenzollern-Sigmaringen

## Maison de Hohenzollern-Sigmaringen
- 1769-1785: Charles Frédéric de Hohenzollern-Sigmaringen (1724-1785), son mari
- 1785-1831: Antoine Aloys de Hohenzollern-Sigmaringen, leur fils
- 1831-1848: Charles de Hohenzollern-Sigmaringen (1785-1853), son fils
- 1848-1885: Charles-Antoine de Hohenzollern-Sigmaringen, son fils
- 1885-1905: Léopold de Hohenzollern-Sigmaringen, son fils
- 1905-1913: Guillaume de Hohenzollern-Sigmaringen, son fils

Guillaume de Hollenzollern vend Huis Bergh en 1913 à Jan Herman van Heek (1873 - 1957), un industriel du textile et collectionneur d'art d'Enschede.